# Phyllodoce caerulea
Phyllodoce caerulea ist eine Pflanzenart aus der Gattung Moosheiden (Phyllodoce) innerhalb der Familie der Heidekrautgewächse (Ericaceae). Sie ist in den subarktischen Regionen der Nordhalbkugel weitverbreitet, jedoch weist ihr Verbreitungsgebiet größere Lücken auf.

## Beschreibung

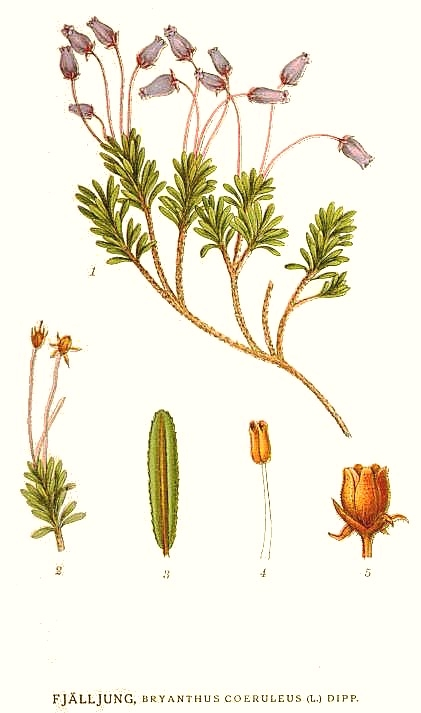
Illustration

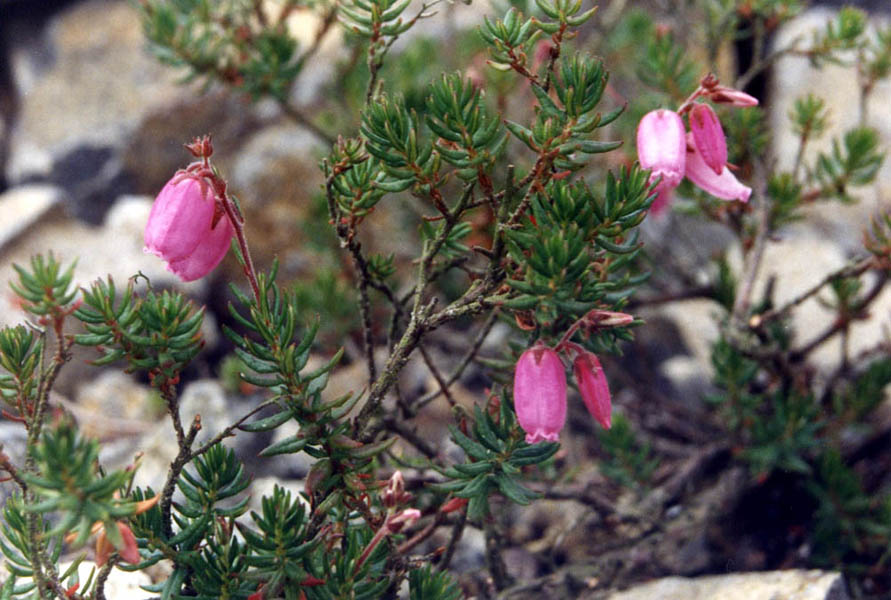
Zweige mit Laubblättern und Blüten

### Vegetative Merkmale
Phyllodoce caerulea ist ein immergrüner, niedriger Strauch, der meist Wuchshöhen von manchmal 5 bis, meist 10 bis 30, selten bis zu 40 Zentimetern erreicht. Die Sprossachsen sind niederliegend, aufsteigend bis aufrecht und reich verzweigt. Die schlanken Zweige sind beblättert und kahl.
Die wechselständig, ausgebreitet und relativ dicht dachziegelartig überlappend an den Zweigen angeordneten Blätter sind in Blattstiel und Blattspreite gegliedert. Der Blattstiel ist etwa 0,5 Millimeter lang. Die einfache, kahle Blattspreite ist bei einer Länge von meist 7 (4 bis 10) Millimetern sowie einer Breite von 1 bis 1,3 Millimetern linealisch bis spatelförmig mit breit-keilförmiger Basis und stumpfem oberen Ende. Die Blattunterseite ist kahl oder drüsig behaart. Auf der Blattoberseite ist ein erhabener Mittelnerv erkennbar und der Blattrand ist leicht drüsig.gesägt.

### Generative Merkmale
Die nickenden Blüten stehen einzeln oder meist zu zweit bis fünft, selten zu sechst in doldigen Blütenständen zusammen. Die zwei Deckblätter sind haltbar. Die etwas zurückgekrümmten, rötlichen, drüsig behaarten Blütenstiele sind während der Anthese etwa 2 Zentimeter lang und verlängern sich bis zur Fruchtreife bis zu einer Länge von etwa 4 Zentimetern.
Die zwittrigen Blüten sind radiärsymmetrisch und fünfzählig mit doppelter Blütenhülle. Die fünf haltbaren, rot-purpurfarbenen, außen drüsig flaumig behaarten Kelchblätter sind nur an ihrer Basis verwachsen und die während der Anthese zurückgekrümmten Kelchlappen sind bei einer Länge von 3 bis 4, selten bis zu 5,5 Millimetern linealisch bis lanzettlich. Die fünf Kronblätter sind zu einer 7 bis 8, selten bis zu 12 Millimeter langen krugförmigen Blütenkrone verwachsen. Der Kronschlund ist eingeschnürt. Die außen drüsig behaarte Blütenkrone ist an ihrem Grunde purpurfarben, aber laufen bläulich-rosafarben bis rot aus. Die fünf Kronzipfel sind etwa 1 Millimeter lang und zurückgekrümmt. Es sind acht oder meist zehn freien Staubblätter vorhanden; sie überragen die Blütenkrone nicht. Die kahlen Staubfäden sind 3 bis 3,5 Millimeter lang. Die 1,2 bis 1,5 Millimeter langen, purpurfarbenen Staubbeutel öffnen sich mit Poren. An der Basis des Fruchtknotens wird Nektar produziert. Der drüsige Fruchtknoten ist bei einem Durchmesser von 2 bis 2,5 Millimetern kugelig. Der Griffel ist mit einer Länge 4 bis 5 Millimetern kürzer als die Blütenkrone und endet in einer kopfigen Narbe.
Die drüsige, fünfkammerige Kapselfrucht ist bei einem Durchmesser von 2,5 bis 4 Millimetern kugelig und enthält über 100 Samen. Die Samen sind ellipsoid und schmal geflügelt mit glatter Samenschale (Testa).

### Chromosomensatz
Die Chromosomengrundzahl beträgt x = 12; es liegt Diploidie mit einer Chromosomenzahl von 2n = 24 vor.

## Phänologie
In China reicht die Blütezeit von Juni bis Juli, in Nordamerika auch bis August. Die Früchte reifen in China im August.

## Verbreitung
Phyllodoce caerulea besitzt ein diskontinuierliches zirkumpolares Verbreitungsgebiet, das zwischen 110° und 155° westlicher Länge sowie zwischen 70° und 125° östlicher Länge Lücken aufweist.

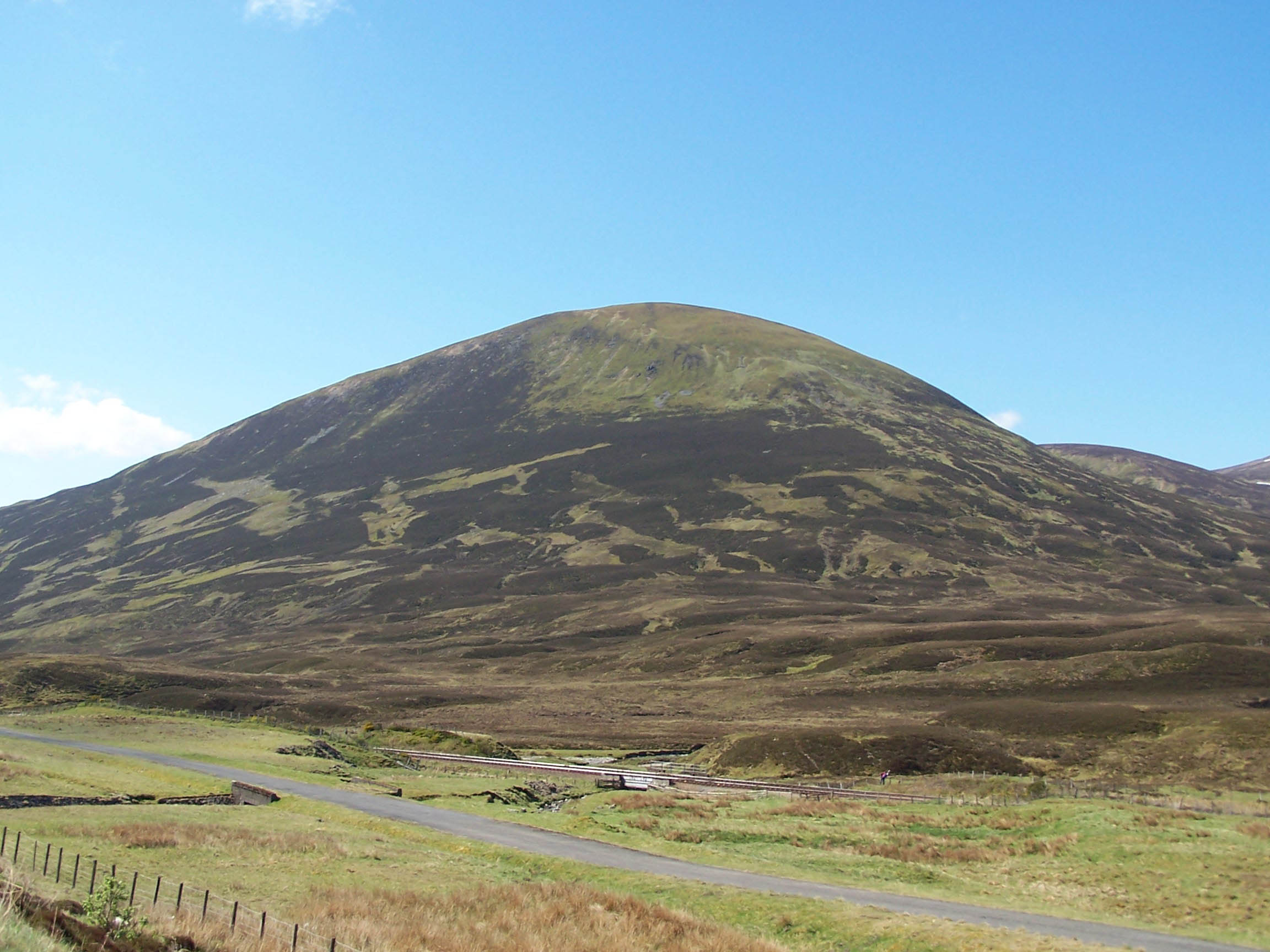
Ort des Erstnachweises von Phyllodoce caerulea auf den Britischen Inseln (1810) am Sow of Atholl von Norden gesehen

In Europa kommt Phyllodoce caerulea von Island bis zur Kanin-Halbinsel vor. Auch das isländische Vorkommen ist disjunkt und umfasst das Gebiet um den Eyjafjörður und einen Fundort nahe Desjarmyri südlich des Borgarfjörður. Auf den Britischen Inseln ist Phyllodoce caerulea auf wenige Orte in den Scottish Highlands beschränkt. Phyllodoce caerulea wurde dort erstmals in der Nähe einer Quelle in einer Höhe von 740 Metern an den Hängen des Sow of Atholl entdeckt, jedoch seither nur an wenigen Orten im Ben Alder Forest gefunden. In Großbritannien wurde Phyllodoce caerulea 1975 durch den Conservation of Wild Creatures and Wild Plants Act geschützt. Es gibt Nachweise von Phyllodoce caerulea in den Schweizer Alpen, jedoch keinen Herbarbeleg, der das stützt. Phyllodoce caerulea wurde nicht auf den Färöern, Jan Mayen, der Bäreninsel, Spitzbergen oder Franz-Josef-Land gefunden.
In Asien kommt Phyllodoce caerulea im Ural, rund um den Baikalsee sowie im mongolischen Changai- und im Chentii-Gebirge vor, fehlt jedoch im Großteil Zentral-Sibiriens. In China kommt sie in der Inneren Mongolei in Xinjiang sowie in Jilin vor. Weitere Nachweise gibt es von Hokkaidō, Sachalin, Kamtschatka und aus Beringia.
In Nordamerika kommt Phyllodoce caerulea an den Küsten Alaskas, in den kanadischen Nordwest-Territorien, Quebec und Labrador wie auch auf vereinzelten Standorten auf der Gaspésie-Halbinsel und in den USA in den White Mountains in New Hampshire sowie Vermont vor. Ihr Fehlen im Yukon-Territorium wurde von Coker & Coker 1973 als „überraschend“ bezeichnet. Phyllodoce caerulea ist in Grönland weit verbreitet und häufig.

## Systematik
Die Erstveröffentlichung erfolgte 1753 unter dem Namen (Basionym) Andromeda caerulea durch Carl von Linné in seinem Werk Species Plantarum, Tomus I, S. 393. Die Neukombination zu Phyllodoce caerulea (L.) Bab. wurde 1843 durch Charles Cardale Babington in Manual of British Botany, containing the flowering plants and ferns arranged according to natural orders. S. 194 veröffentlicht. Als Letotypus wurde 2002 LINN 563.3. durch Jonsell, in Cafferty und Jarvis: Taxon, Volume 51, S. 752 festgelegt.
Weitere Synonyme für Phyllodoce caerulea (L.) Bab. sind: Menziesia caerulea (L.) Sw., Bryanthus caeruleus (L.) Dippel.
In Japan hybridisiert Phyllodoce caerulea mit der blassgelb blühenden Art Phyllodoce aleutica, deren F1-Generation rosa, orange- oder rosafarben und gelblich-weiß gestreift blüht. Diese Hybriden wurden auch als Phyllodoce caerulea var. yesoensis Koidz. und Phyllodoce caerulea f. yesoensis (Koidz.) Nakai beschrieben.

## Trivialnamen
Trivialnamen in unterschiedlichen Sprachen sind:
- Englische Sprache: blue heath,[11] purple mountain heather,[3] blue mountainheath[12][13][1]
- Französische Sprache: Phyllodoce bleue[1]
- Inuktitut: Qujuktaapait/qujuktaat[1]